# مورچه‌های لاغر
مورچه‌های لاغر (نام علمی: Tetraponera) نام یک سرده از تیره مورچه است.